# Divine

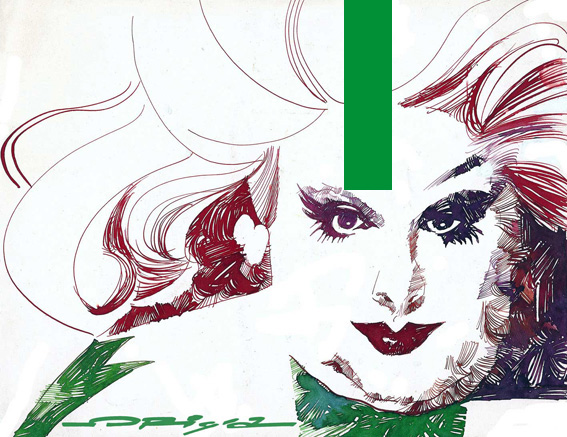
Künstlerische Darstellung

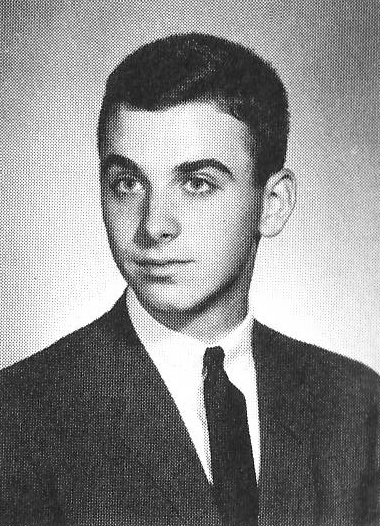
Harris Glenn Milstead (1963)

Divine (* 19. Oktober 1945 in Towson, Maryland; † 7. März 1988 in Los Angeles, Kalifornien; bürgerlich: Harris Glenn Milstead) war ein US-amerikanischer Schauspieler und Sänger, der überwiegend in weiblichen Rollen auftrat. Er galt als bekannteste Dragqueen seiner Zeit, sah sich aber eher als Charakterdarsteller. Bekanntheit erreichte er zunächst durch seine Auftritte in den Filmen von John Waters, in den 1980ern war er als Sänger von Hi-NRG-Songs erfolgreich.

## Leben und Karriere

### Jugend
Milstead wurde als Sohn des Ehepaares Harris Bernard (1917–1993) und Frances Diana Milstead, geb. Vukovich (1920–2009), in eine konservative Familie der Mittelklasse geboren. Schon als Kind spielte er gerne mit Puppen und trug Frauenkleider. Seine Mutter gab an, dass ihr ein Arzt irgendwann gesagt hätte, dass ihr Sohn mehr weiblich als männlich sei. Zudem habe er, so Frances Milstead, schon immer gerne viel gegessen. Glenn, wie er damals genannt wurde, wurde in der Schule häufig verprügelt.
Als Glenn Milstead zwölf Jahre alt war, zog seine Familie nach Lutherville, einem Vorort von Baltimore. Dort lernte er den etwa gleichaltrigen späteren Filmemacher John Waters kennen. Mit Waters verband ihn die Liebe zu Filmen, vor allem jenen von Russ Meyer. Beide schauten sich später auch unter dem Einfluss von LSD Filme an. Mit seiner damaligen Highschoolfreundin ging er auf einen Kostümball und verkleidete sich als Elizabeth Taylor.
Milstead arbeitete zunächst als Friseur, laut seiner Mutter sollte er damit Verantwortung übernehmen. Er organisierte Partys für seine Freunde und bezahlte häufig die Rechnungen nicht, die dann oftmals seine Eltern bekamen; wenn er darauf angesprochen wurde, beteuerte er jedoch seine Unschuld und bestand sogar einen Lügendetektortest. Nach Angaben seiner Freunde rauchte er auch oft Haschisch. Als er seinen Eltern gestand, dass er schwul sei und Drogen nehme, verstießen sie ihn. Erst sehr viel später erfuhr seine Mutter, dass ihr Sohn Divine war, und rief ihn daraufhin an, um sich wieder mit ihm zu versöhnen.

### Schauspieler
Ab 1966 wirkte Divine als Mitglied der Filmcrew Dreamlanders in den Spielfilmen seines Jugendfreundes John Waters mit. Unter dessen Regie entstanden Filme wie Pink Flamingos, Female Trouble und Polyester. In diesen Komödien übertrat Divine, in seinen Frauenrollen auftretend, bewusst regelmäßig die Grenze des „guten Geschmacks“. Berühmt wurde eine Szene in Pink Flamingos, in welcher Divine Hundekot isst, um zur schmutzigsten Person der Welt ernannt zu werden. Während die ersten Filme von Waters noch unter laienhaften Umständen entstanden, gewannen sie sukzessive an Professionalität und Popularität. Als Midnight Movies wurden die kostengünstig gedrehten Filme schließlich international bekannt. Seit seiner Rolle als Verbrecherin Babs Johnson in Pink Flamingos aus dem Jahr 1972 erreichte Divine einen Kultstatus bei Fans von Undergroundfilmen.
In den 1980er-Jahren erweiterte Divine sein schauspielerisches Spektrum. In Waters’ Polyester fiel seine Rolle der bemitleidenswerten Hausfrau Francine Fishpaw weniger grotesk als seine früheren Figuren aus. Im Thriller Trouble in Mind von 1985 trat Divine erstmals ohne Frauenkostüm auf und spielte darin an der Seite von Kris Kristofferson einen Gangsterboss. Im selben Jahr spielte Divine in dem Parodiewestern Geier, Geld und goldene Eier eine Barsängerin im Wilden Westen. Kurz vor seinem Tod verkörperte er 1988 in Hairspray von John Waters eine Doppelrolle, und zwar die der sympathischen Mutter der weiblichen Hauptfigur und gleichzeitig die Nebenrolle eines rassistischen Radiomanagers. Hairspray bedeutete zugleich den Durchbruch von Waters und Divine bei einem breiten Publikum. Neben seiner Zusammenarbeit mit Waters wirkte Divine auch in mehreren Dokumentarfilmen von Rosa von Praunheim mit. Seine letzte Rolle spielte Divine im erst 1989 nach seinem Tod veröffentlichten Out of the Dark (Mächte des Grauens) als Detective Langella.

### Musikkarriere
Zu Beginn der 1980er Jahre begann Divine, mit dem New Yorker Produzenten Bobby Orlando einige Platten aufzunehmen, und eroberte die Charts in den USA, Europa und Australien. Divine war damit einer der ersten Künstler, die in den Charts einen Sound etablierten, der später als Dancefloor zu Popularität kommen sollte. Es folgten Auftritte in großen Diskotheken in Europa, den Vereinigten Staaten und Asien, unter anderem im Wiener U4. Elton John bat Divine, bei einem seiner Konzerte im Madison Square Garden aufzutreten.
Die in den Vereinigten Staaten in den Hitparaden höchstplatzierten Songs Divines waren Native Love (Platz 21 in den Club Play Charts) und Shoot Your Shot (Platz 39 in den Club Play Singles). Im Vereinigten Königreich waren Divines frühe Veröffentlichungen auf dem Label Design die Titel Love Reaction, Shake It Up und Shoot Your Shot. Der von Stock Aitken Waterman produzierte Song You Think You’re a Man wurde dort sein erfolgreichster Hit; er erreichte Platz 16. Das Lied wurde auch in Australien ein Top-10-Hit; es erreichte dort Platz 8. Divine veröffentlichte auf dem Proto-Label in Großbritannien die Lieder I’m So Beautiful (die Nachfolge-Single von You Think You’re a Man), Walk Like a Man und Twistin’ the Night Away. Diese Proto-Label-Tracks wurden auf dem Album Maid in England veröffentlicht das 1988 nach Divines Tod erschien. 1986 erschienen einmalig seit Beginn von Divines Musikkarriere 1981 keine neuen Lieder, mit seinen letzten Titeln Hey You und Little Baby (1987) konnte Divine nicht an seinen früheren Musikerfolg anknüpfen. Im deutschsprachigen Raum war er mit Shoot Your Shot am erfolgreichsten, der Platz 15 in Deutschland erreichte und in der Schweiz sowie Österreich sogar in die Top Ten kam. In Deutschland trat Divine mit seinen Titeln auch in den Fernsehshows Formel Eins und Flashlights auf.

### Tod und Nachleben

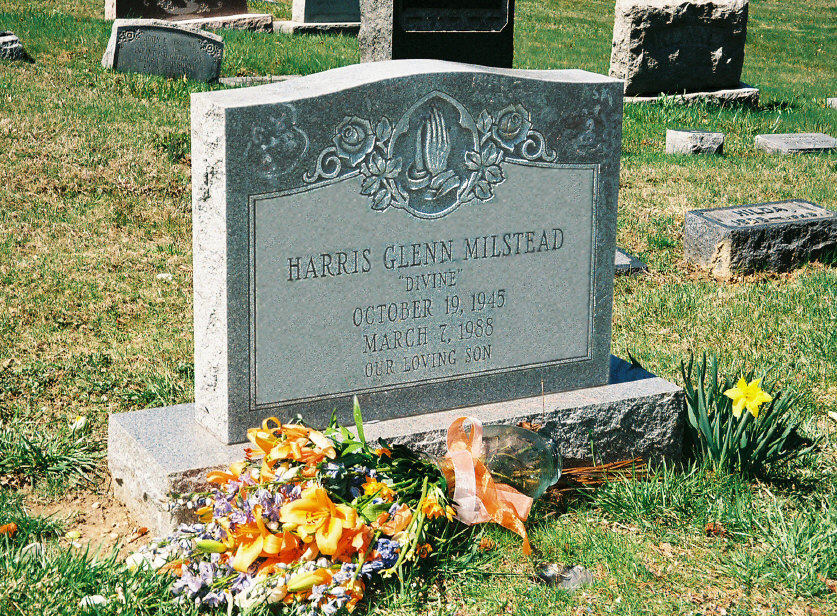
Milsteads Grab in Towson, Maryland

Divine starb am 7. März 1988 in einem Hotel in Los Angeles am Hollywood Boulevard im Alter von 42 Jahren an einem schweren Herzinfarkt im Schlaf. Zum Zeitpunkt seines Todes wog er etwa 170 Kilogramm, zudem litt er an Schlafapnoe und sein Herz war vergrößert (Kardiomegalie). Kurz vor seinem Tod war Divine für die Rolle von Peggy Bundys Onkel Otto in der Fernsehserie Eine schrecklich nette Familie vorgesehen, für die er eigentlich am nächsten Morgen vor der Kamera gestanden hätte, stattdessen übernahm James „Gypsy“ Haake, der selbst Dragqueen ist, die Rolle. Die 22. Folge der zweiten Staffel von Eine schrecklich nette Familie wurde ihm gewidmet.
Die Erscheinung der Seehexe Ursula in Disneys Arielle, die Meerjungfrau (1989) wurde inspiriert von Divine. Seine Mutter schrieb später ein Buch über ihren Sohn Divine. Die Drag Queen Nina West veröffentlichte 2019 die Single Cha Cha Heels – dabei handelt es sich um eine Anspielung auf eine Szene aus dem Film Female Trouble aus dem Jahr 1974. Im Musikvideo ist Nina West als „Dawn Davenport“, die 1974 im Film von John Waters von Divine verkörpert wurde, zu sehen. Nina West taucht in demselben Musikvideo als blonde Frau auf, die ein Messer in der Hand hält und einen Kuchen aus dem Ofen holt. Dies ist eine Anspielung auf Serial Mom – Warum läßt Mama das Morden nicht?, ebenfalls ein John Waters-Film, aus dem Jahr 1994.

## Diskografie

### Studioalben
| Jahr | Titel          | Höchstplatzierung, Gesamtwochen, AuszeichnungChartplatzierungen (Jahr, Titel, Platzierungen, Wochen, Auszeichnungen, Anmerkungen) | Höchstplatzierung, Gesamtwochen, AuszeichnungChartplatzierungen (Jahr, Titel, Platzierungen, Wochen, Auszeichnungen, Anmerkungen) | Höchstplatzierung, Gesamtwochen, AuszeichnungChartplatzierungen (Jahr, Titel, Platzierungen, Wochen, Auszeichnungen, Anmerkungen) | Höchstplatzierung, Gesamtwochen, AuszeichnungChartplatzierungen (Jahr, Titel, Platzierungen, Wochen, Auszeichnungen, Anmerkungen) | Höchstplatzierung, Gesamtwochen, AuszeichnungChartplatzierungen (Jahr, Titel, Platzierungen, Wochen, Auszeichnungen, Anmerkungen) | Anmerkungen                |
| Jahr | Titel          | DE | AT | CH | UK | US | Anmerkungen                |
| ---- | -------------- | --- | --- | --- | --- | --- | -------------------------- |
| 1982 | My First Album | DE35 (11 Wo.)DE | — | — | — | — | Erstveröffentlichung: 1982 |

grau schraffiert: keine Chartdaten aus diesem Jahr verfügbar
Weitere Alben
- 1982: Jungle Jezebel
- 1984: The Story So Far
- 1988: Maid in England

### Singles
| Jahr | Titel Album                             | Höchstplatzierung, Gesamtwochen, AuszeichnungChartplatzierungen (Jahr, Titel, Album, Platzierungen, Wochen, Auszeichnungen, Anmerkungen) | Höchstplatzierung, Gesamtwochen, AuszeichnungChartplatzierungen (Jahr, Titel, Album, Platzierungen, Wochen, Auszeichnungen, Anmerkungen) | Höchstplatzierung, Gesamtwochen, AuszeichnungChartplatzierungen (Jahr, Titel, Album, Platzierungen, Wochen, Auszeichnungen, Anmerkungen) | Höchstplatzierung, Gesamtwochen, AuszeichnungChartplatzierungen (Jahr, Titel, Album, Platzierungen, Wochen, Auszeichnungen, Anmerkungen) | Höchstplatzierung, Gesamtwochen, AuszeichnungChartplatzierungen (Jahr, Titel, Album, Platzierungen, Wochen, Auszeichnungen, Anmerkungen) | Anmerkungen                          |
| Jahr | Titel Album                             | DE | AT | CH | UK | US | Anmerkungen                          |
| ---- | --------------------------------------- | --- | --- | --- | --- | --- | ------------------------------------ |
| 1983 | Shoot Your Shot My First Album          | DE15 (21 Wo.)DE | AT9 (12 Wo.)AT | CH8 (5 Wo.)CH | — | — | Erstveröffentlichung: Januar 1983    |
| 1983 | Shake It Up The Story So Far            | DE26 (11 Wo.)DE | — | — | UK82 (6 Wo.)UK | — | Erstveröffentlichung: April 1983     |
| 1983 | Love Reaction The Story So Far          | DE55 (7 Wo.)DE | — | — | UK65 (4 Wo.)UK | — | Erstveröffentlichung: September 1983 |
| 1984 | You Think You’re a Man The Story So Far | DE32 (9 Wo.)DE | — | CH9 (10 Wo.)CH | UK16 (11 Wo.)UK | — | Erstveröffentlichung: Juli 1984      |
| 1984 | I’m So Beautiful The Story So Far       | DE38 (8 Wo.)DE | — | — | UK52 (2 Wo.)UK | — | Erstveröffentlichung: Oktober 1984   |
| 1985 | Walk Like a Man Maid in England         | DE52 (6 Wo.)DE | — | CH28 (1 Wo.)CH | UK23 (7 Wo.)UK | — | Erstveröffentlichung: April 1985     |
| 1985 | Twistin’ the Night Away Maid in England | — | — | — | UK47 (3 Wo.)UK | — | Erstveröffentlichung: Juli 1985      |
| 1985 | Hard Magic Maid in England              | — | — | — | UK87 (2 Wo.)UK | — | Erstveröffentlichung: Oktober 1985   |

Weitere Singles
- 1981: Born to Be Cheap
- 1982: Native Love (Step by Step)
- 1984: T Shirts and Tight Blue Jeans
- 1987: Little Baby
- 1987: Hey You!

CD-Neuauflagen
- The Story So Far – (1988, Receiver Records, KNOB 3)
- The Best Of & The Rest Of – (1989, Action Replay Records, CDAR 1007)
- Maid in England – (1990, ZYX Records, CD 9066)
- The Best of Divine: Native Love – (1991, „O“ Records, HTCD 16-2)
- The 12" Collection – (1993, Unidisc Music Inc., SPLK-7098)
- Jungle Jezebel – (1994, „O“ Records, HTCD 6609)
- The Cream of Divine – (1994, Pickwick Group Ltd., PWKS 4228) UK compilation featuring the Proto label 12" versions
- Born to Be Cheap – (1994, Anagram Records, CDMGRAM 84) – Livealbum
- Shoot Your Shot – (1995, Mastertone Multimedia Ltd., AB 3013)
- The Remixes – (1996, Avex UK, AVEXCD 29) – new remixes by Jon of the Pleased Wimmin, Mark Moore, Hybrid, Checkpoint Charlie, Hyper Go Go, & Aquarius
- The Originals – (1996, Avex UK, AVEXCD 30)
- The Best of Divine – (1997, Delta Music, 21 024)
- Greatest Hits – (2005, Unidisc Music Inc., SPLK-8004)
- The Greatest Hits – (2005, Forever Gold, FG351) – Dutch compilation featuring some rare mixes.
- Greatest Hits: The Originals and the Remixes – (2009, Dance Street Records, DST 77226-2) – US 2CD reissue of the 1996 Avex UK CDs.

## Filmografie
- 1966: Roman Candles
- 1968: Eat Your Makeup
- 1969: The Diane Linkletter Story
- 1969: Mondo Trasho
- 1970: Multiple Maniacs
- 1972: Pink Flamingos
- 1974: Female Trouble
- 1981: Polyester
- 1985: Geier, Geld und goldene Eier (Lust in the Dust)
- 1985: Trouble in Mind
- 1988: Hairspray
- 1989: Out of the Dark

In Rosa von Praunheims Film Tally Brown, New York aus dem Jahr 1979 ist Divine während eines Bühnenauftritts und in einem Interview mit Tally Brown zu sehen. Walk Like a Man von Divine wurde 1988 in The Clothes Show gespielt, als Leigh Bowery im Londoner Kaufhaus Harrods performte.

## Film
- I Am Divine. Regie: Jeffrey Schwarz. Arte, USA, Frankreich, 2013

## Belege
1. ↑  Brad Darrach: Death Comes to a Quiet Man Who Made Drag Queen History as Divine. In: People. 21. März 1988 (englisch, people.com).
2. ↑  Celebrating 30 Years Of ‘Fresh Air’: Character Actor Divine. In: npr.org. Abgerufen am 29. April 2018 (englisch).
3. 1 2 3 4 5  https://www.youtube.com/watch?v=-Pg5QHxi620
4. ↑  Jacob Trussell: How 'Polyester' Showed Divine's Incredible Acting Range. In: Film School Rejects. 29. Mai 2021, abgerufen am 10. August 2025 (amerikanisches Englisch).
5. ↑  Divine (Memento vom 22. März 2019 im Internet Archive) bei AllMovie (englisch)
6. ↑  Frances Milstead: My Son Divine. Alyson Books, Los Angeles 2001, ISBN 1-55583-594-5 (englisch).
7. 1 2  Chartquellen: DE AT CH UK

| Personendaten    | Personendaten                           |
| ---------------- | --------------------------------------- |
| NAME             | Divine                                  |
| ALTERNATIVNAMEN  | Milstead, Harris Glenn                  |
| KURZBESCHREIBUNG | US-amerikanischer Sänger und Drag Queen |
| GEBURTSDATUM     | 19. Oktober 1945                        |
| GEBURTSORT       | Towson, Maryland                        |
| STERBEDATUM      | 7. März 1988                            |
| STERBEORT        | Los Angeles, Kalifornien                |